# Pagetopsis
Pagetopsis è un genere di Actinopterygii marini appartenente alla famiglia dei Channichthyidae. Le specie di questo genere sono presenti nell'Oceano Antartico.

## Tassonomia
Il genere Pagetopsis fu descritto formalmente per la prima volta nel 1913 dall'ittiologo inglese Charles Tate Regan come un genere monospecifico con unica specie Champsocephalus macropterus, descritto dall'inglese (ma nato in Belgio) George Albert Boulenger nel 1907. Il nome è una combinazione di opsis con Pagetodes, nome dato da John Richardson nel 1843 ad un pesce trovato a prua della HMS Terror durante una spedizione antartica, ma mangiato da un gatto prima di poter esser preservato. Regan sostiene che il termine Pagetodes può più essere usato fino alla nuova scoperta di quel pesce.

## Specie
Attualmente, sono riconosciute due specie in questo genere:
- Pagetopsis macropterus Boulenger, 1907
- Pagetopsis maculata Barsukov e Permitin, 1958

## Caratteristiche
Posseggono una curvatura in avanti sul muso e una fauce inferiore leggermente più sporgente. VI sono due linee laterali, nessuna delle quali dotata di lische, mentre la line laterale di mezzo è interrotta dalla pinna caudale. La pinna anale è a forma di ventaglio, con una ben sviluppata membrana, mentre la prima pinna dorsale è larga e contigua con la seconda. La più grande specie è il P. macropterus che può raggiungere una lunghezza massima di 33 centimetri, mentre il P. maculata solo 25.

## Distribuzione e habitat
I Pagetopsis hanno una distribuzione circum-antartica che si estende fino al nord delle Isole Shetland Meridionali e delle Isole Orcadi Meridionali. Sono pesci demersali che vivono in acque profonde fino a 800 metri.